# 펌프킨 (영화)
《펌프킨》(영어: Pumpkin)은 미국에서 제작된 앤서니 에이브럼스, 애덤 라슨 브로더 감독의 2002년 풍자 블랙 코미디 로맨스 영화이다. 크리스티나 리치 등이 출연하였고, 앨버트 버거 등이 제작에 참여하였다.

## 출연
- 크리스티나 리치
- 행크 해리스
- 브렌다 블레신
- 도미닉 스웨인
- 머리사 코플런
- 해리 레닉스
- 니나 포시
- 미셸 크루직
- 멀리사 매카시
- 캐럴라인 에런
- 마이클 버콜
- 에이미 애덤스

## 기타 제작진
- 라인 제작: 베치 댄버리
- 배역: 펄리샤 퍼사노, 앤 매카시, 메리 버뉴
- 미술: 리처드 셔먼
- 의상: 에디 지게어